# Euclidia cuspidea
Euclidia cuspidea är en fjärilsart som beskrevs av Jacob Hübner 1818. Euclidia cuspidea ingår i släktet Euclidia och familjen nattflyn. Inga underarter finns listade i Catalogue of Life.

## Bildgalleri

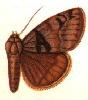